# Posset

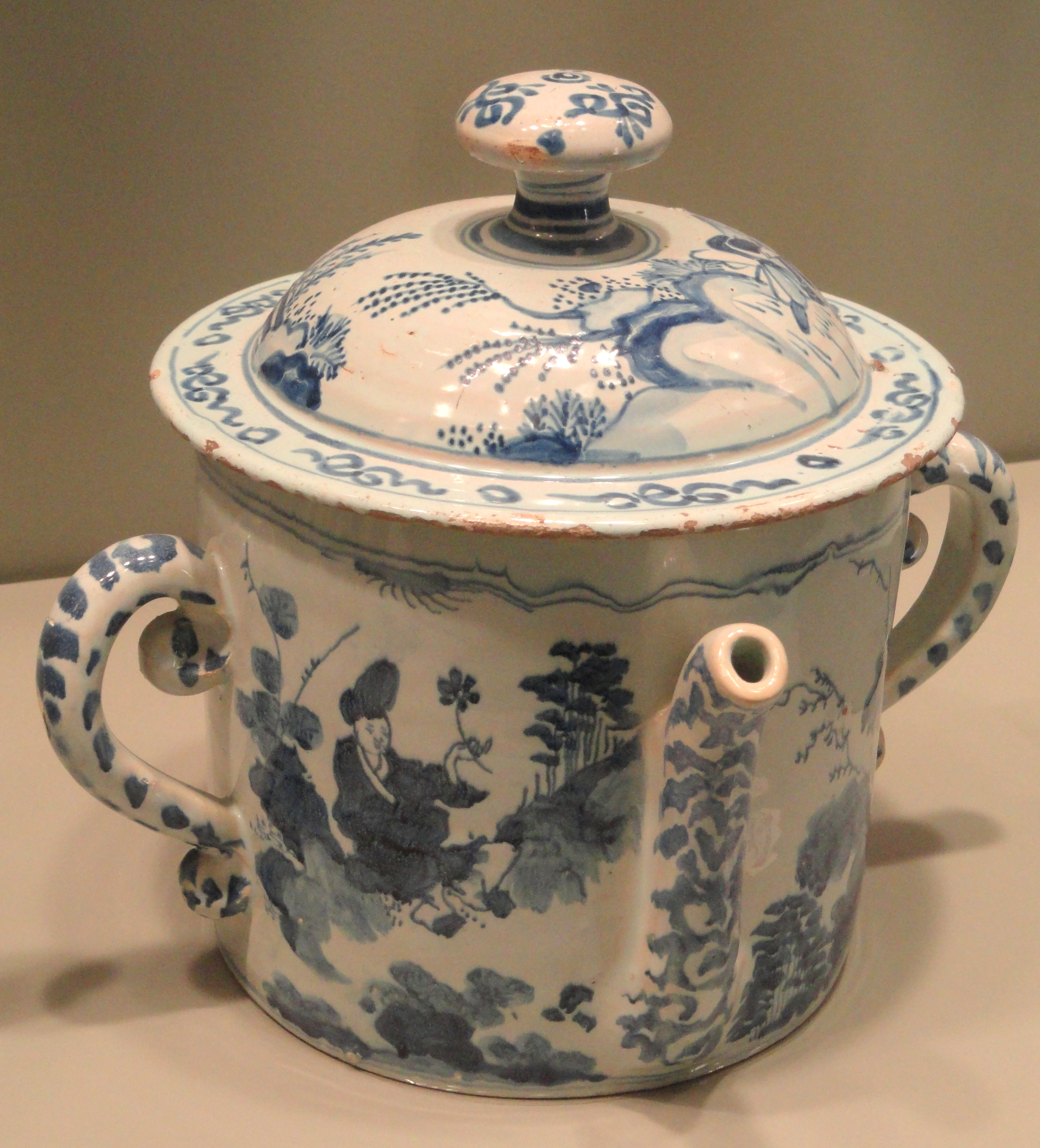
Recipiente para Posset con figuras chinas en un paisaje de 1670-1685, posiblemente de Londres. DSC01291.JPG

El posset es una bebida propia de la cocina medieval cuyo principal ingrediente era la leche y se servía caliente. Se añadían también otros ingredientes como el vino o la cerveza (ale) o incluso algunas especias. Se consideraba un remedio casero contra las enfermedades menores, tales como los resfriados, o bien como ayuda contra el insomnio. Posteriormente se fue refinando la receta y, con el objeto de proporcionarle consistencia, se le añadió cereales (también denominados "gruel") y huevos. 